# Teoría del elemento de pala
La teoría del elemento de pala, llamado también Teoría del momento del elemento del álabe es un proceso matemático originalmente diseñado por William Froude (1878), David W. Taylor (1893) y Stefan Drzewiecki para determinar el comportamiento de las hélices. Implica dividir una cuchilla en varias partes pequeñas y luego determinar las fuerzas en cada uno de estos pequeños elementos de cuchilla. Estas fuerzas se integran luego a lo largo de toda la cuchilla y en una revolución de rotor para obtener las fuerzas y los momentos producidos por la hélice o el rotor completo. Una de las principales dificultades radica en modelar la velocidad inducida en el disco del rotor. Debido a esto, la teoría del momento del elemento de la cuchilla se combina a menudo con la teoría del momento para proporcionar las relaciones adicionales necesarias para describir la velocidad inducida en el disco del rotor. En el nivel más básico de aproximación se supone una velocidad inducida uniforme en el disco:
{\displaystyle v_{i}={\sqrt {{\frac {T}{A}}\cdot {\frac {1}{2\rho }}}}.}
Se utiliza para calcular el empuje que puede producir una hélice y consiste en considerar las fuerzas que actúan sobre una pequeña tajada de espesor diferencial de una de las palas, realizándose después una integración para averiguar la resultante de fuerzas que actúan sobre cada una de las palas y multiplicando por el número de palas para calcular la resultante total.
Si bien esta teoría es más cercana a la realidad que aquella consistente un considerar la hélice como un disco en cuya superficie se produce un salto constante de presión, sigue siendo una idealización en el sentido de que no considera factores como la pérdida de eficiencia de una de las palas por las turbulencias que pueda dejar a su paso la pala inmediatamente anterior.

## Teoría simple de los elementos de álabe

Fig 1. Elemento de álabe

Fig 2. Fuerzas aerodinámicas sobre un elemento de álabe.

Aunque la teoría de cantidad de movimiento es útil para determinar el rendimiento ideal, da una explicación muy incompleta de la acción de las hélices de tornillo, ya que no tiene en cuenta, entre otras cosas, el par de torsión. Para estudiar con más detalle la acción de las hélices, se considera que las palas están formadas por una serie de pequeños elementos y se calculan las fuerzas del aire sobre cada uno de ellos. Así, mientras que la teoría del momento se ocupa del flujo del aire, la teoría de los elementos de las palas se ocupa principalmente de las fuerzas sobre las palas de la hélice. La idea de analizar las fuerzas sobre tiras elementales de palas de hélice fue publicada por primera vez por William Froude en 1878. Drzewiecki también lo elaboró de forma independiente y lo incluyó en un libro sobre el vuelo mecánico publicado en Rusia siete años más tarde, en 1885. De nuevo, en 1907, Lanchester publicó una forma algo más avanzada de la teoría del elemento de pala sin conocimiento de trabajos anteriores sobre el tema. Sin embargo, la teoría simple de los elementos de álabe suele denominarse teoría de Drzewiecki, ya que fue Drzewiecki quien la puso en práctica y la generalizó. Además, fue el primero en sumar las fuerzas sobre los elementos de las palas para obtener el empuje y el par de toda una hélice y el primero en introducir la idea de utilizar los datos del perfil aerodinámico para hallar las fuerzas sobre los elementos de las palas.
En la teoría de los elementos de álabe de Drzewiecki, la hélice se considera un perfil aerodinámico alabeado o retorcido, cada segmento del cual sigue una trayectoria helicoidal y se trata como un segmento de un ala ordinaria. En la teoría simple se suele suponer que los coeficientes aerodinámicos obtenidos a partir de ensayos en túnel de viento de modelos de alas (ensayados ordinariamente con una relación de aspecto de 6) se aplican directamente a los elementos de pala de hélice de la misma forma de sección transversal.
El flujo de aire alrededor de cada elemento se considera bidimensional y, por tanto, no se ve afectado por las partes adyacentes de la pala. La independencia de los elementos de la pala en cualquier radio dado con respecto a los elementos vecinos se ha establecido teóricamente y también se ha demostrado que es sustancialmente cierta para las secciones de trabajo de la pala mediante experimentos especiales realizado con este fin. También se supone que el aire atraviesa la hélice sin flujo radial (es decir, no hay contracción del torbellino al pasar por el disco de la hélice) y que no hay interferencia de las palas. 

### Fuerzas aerodinámicas sobre un elemento de pala
Consideremos el elemento de radio r, representado en la Fig. 1, que tiene la longitud infinitesimal dr y la anchura b. El movimiento del elemento en una hélice de avión en vuelo sigue una trayectoria helicoidal determinada por la velocidad de avance V del avión y la velocidad tangencial 2πrn del elemento en el plano del disco de la hélice, donde n representa las revoluciones por unidad de tiempo. La velocidad del elemento con respecto al aire Vr es entonces la resultante de las velocidades de avance y tangencial, como se muestra en la Fig. 2. Llamemos Φ al ángulo entre la dirección de movimiento del elemento y el plano de rotación, y β al ángulo de la pala. El ángulo de ataque α del elemento respecto al aire es entonces {\displaystyle \alpha =\beta -\phi }.
Aplicando coeficientes aerodinámicos ordinarios, la fuerza de sustentación sobre el elemento es:
{\displaystyle dL={\frac {1}{2}}V_{r}^{2}C_{L}b\,dr.}
Sea γ el ángulo entre la componente de sustentación y la fuerza resultante, o {\textstyle \gamma =\arctan {\frac {D}{L}}}. Entonces la fuerza aérea resultante total sobre el elemento es: 
{\displaystyle dR={\frac {{\frac {1}{2}}V_{r}^{2}C_{L}b\,dr}{\cos \gamma }}.}
El empuje del elemento es la componente de la fuerza resultante en la dirección del eje de la hélice (Fig. 2), o bien
{\displaystyle {\begin{aligned}dT&=dR\cos(\phi +\gamma )\\&={\frac {{\frac {1}{2}}V_{r}^{2}C_{L}b\cos(\phi +\gamma )}{\cos \gamma }}dr,\end{aligned}}}
y puesto que {\textstyle V_{r}={\frac {V}{\sin \phi }}}
{\displaystyle dT={\frac {{\frac {1}{2}}V^{2}C_{L}b\cos(\phi +\gamma )}{\sin ^{2}\phi \cos \gamma }}dr.}
Para mayor comodidad
{\displaystyle K={\frac {C_{L}b}{\sin ^{2}\phi \cos \gamma }}} 
y
{\displaystyle T_{c}=K\cos(\phi +\gamma ).}
Entonces 
{\displaystyle dT={\frac {1}{2}}\rho V^{2}T_{2}\,dr,}
y el empuje total de la hélice (de palas B) es: 
{\displaystyle T={\frac {1}{2}}\rho V^{2}B\int _{0}^{R}T_{c}\,dr.}
Volviendo a la Fig. 2, la fuerza tangencial o de torsión es 
{\displaystyle dF=dR\sin(\phi +\gamma ),}
y el par en el elemento es 
{\displaystyle dQ=r\,dR\,\sin(\phi +\gamma ),}
que, si {\textstyle Q_{c}=Kr\sin(\phi +\gamma )}, se puede escribir
{\displaystyle dQ={\frac {1}{2}}\rho V^{2}Q_{c}dr.}
Por lo tanto, la expresión para el par de toda la hélice es
{\displaystyle Q={\frac {1}{2}}\rho V^{2}B\int _{0}^{R}Q_{c}dr.}
La potencia absorbida por la hélice, o la potencia de par, es 
{\displaystyle QHP={\frac {2\pi nQ}{550}}}
y la eficacia es
{\displaystyle \eta ={\frac {THP}{QHP}}={\frac {TV}{2\pi nQ}}.}